# Cleorodes jaspidaria
Cleorodes jaspidaria là một loài bướm đêm trong họ Geometridae.